# Death Mix Throwdown
Death Mix Throwdown è un EP del musicista statunitense Afrika Bambaataa, pubblicato nel 1987.

## Tracce
1. Death Mix (Part 1)
2. Death Mix (Part 2)
3. Zulu Nation Throwdown (Part 1)
4. Zulu Nation Throwdown (Part 2)